# キノボリウオ亜目
キノボリウオ亜目（学名：Anabantoidei）は、キノボリウオ目に所属する魚類の分類群の一つ。スズキ目に分類する場合もある。アナバス亜目とも呼ばれる。グラミー・ベタの仲間など、観賞魚として人気の高い熱帯魚を中心に3科19属約170種が記載される。
主にアジア・アフリカの淡水域に生息する。鰓以外に肺のような役割をする上鰓器官（ラビリンス器官）と呼ばれる特殊な呼吸器を備えており、空気呼吸を行うことができる。分布域では食用魚としても重要な存在となっている。英語でlabyrinth fish(ラビリンスフィッシュ)と呼ばれる。

## 分布
キノボリウオ亜目の魚類はすべて淡水魚で、アジアおよびアフリカの淡水域に分布する。本亜目は本来これらの地域に固有であるが、現在では南アメリカなど各地に移入されている。アジアにおいては、東南アジアから南アジアにかけての熱帯域に多く生息する。アフリカでは、少数の種が大陸の南半分でみられるのみであり、その多くが熱帯雨林に集中する。
温暖な止水域や、溶存酸素が少ない水域での分布が特徴である。後述の上鰓器官は空気呼吸を可能とする器官で、その大きさは種によって異なり、それぞれの分布や生態を反映している。器官が小さい種類は、水中の溶存酸素が比較的豊富な水域に生息していると推測できるし、逆に大きく構造が複雑であれば、より酸素の少ない水域に住むことを示唆する。

## 生態
多くは肉食性であり、小さな水棲生物や腐肉を食べる。 いくつかの種は苔や水草を摂食する。多くは昼行性だが、アフリカ産の一部の仲間は夕暮れから夜にかけて活動する。
多くの種類で、雄が水面に泡巣を作る習性が知られている。ベタ属の一部のように流れの速い水域に住む種類は、泡巣を作らず口内保育を行うマウスブルーダーとなっている。泡巣は水面に浮く雄の粘液で構築され、産卵床として機能する。泡巣を作る種の雄は、縄張りをもち、侵入しようとする他の雄に対して活発な防御行動をとる。雄は泡巣の周辺で卵と仔魚を保護し、落下した卵や稚魚を拾い上げ、巣に戻す。

## 形態
トガリガシラ属の仲間を除き、背鰭と臀鰭に棘条をもつ。鰓膜は鱗に覆われ、広範囲に結合する。腹鰭は喉の位置にあり、通常は1棘5軟条。浮き袋は分割され、尾部にまで達する。外後頭骨に膜に覆われた孔が存在する。鰓条骨は5-6本で、椎骨は25-31個。

### 上鰓器官
キノボリウオ亜目の魚類に共通してみられる特徴として、鰓蓋の中に複雑に折りたたまれている特殊な呼吸器、上鰓器官（ラビリンス器官・迷宮器官などとも呼ばれる）の存在がある。上鰓器官は第一鰓弓（鰓の基部にある弓状の骨）を支える上鰓骨が拡張したもので、網状に発達した毛細血管を介して、空気中から直接酸素を血液に取り入れることができる。
本亜目の仲間は上鰓器官を利用して、空気呼吸を行うことが可能となっている。このため、通常の魚類は生息することができない、水たまりのような低酸素環境に分布する種類も多い。上鰓器官は補助的な呼吸器官として機能するが、陸上でも湿った環境なら長期間の生存が可能である。
また、上鰓器官は個体の成長とともに徐々に発達する器官であることが知られている。幼魚では充分に発達していないため、呼吸のほとんどを鰓に頼るが、成魚に近づくにつれて完成していく。上鰓器官は本亜目の他に、タイワンドジョウ亜目（タイワンドジョウの仲間）にもみられる。

## 分類
キノボリウオ亜目にはNelson（2016）の体系において3科19種約170種が認められている。かつて独立の科として分類されていたトガリガシラ科 Luciocephalidae （1属1種）とトウギョ科 Belontiidae （3亜科）はすべてオスフロネムス科に統合され、内部の系統もそれぞれ再編されている。

### キノボリウオ科

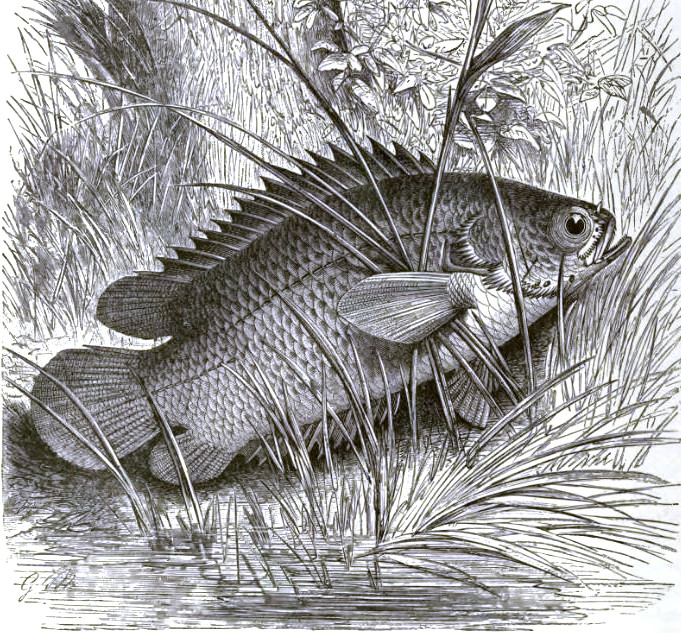
キノボリウオ科の1種（Anabas testudineus）。本亜目の魚類は補助呼吸器官として発達した上鰓器官を用い、空気呼吸が可能となっている

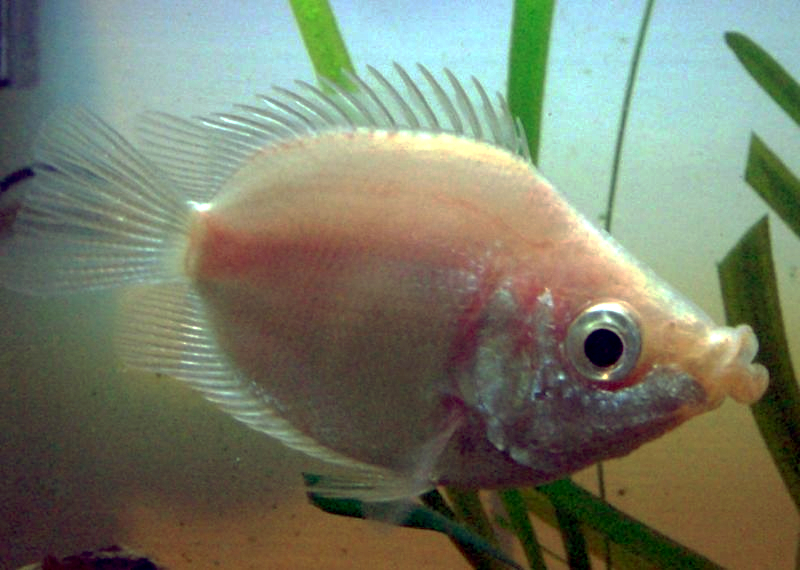
キッシンググラミー Helostoma temminckii （ヘロストマ科）。キスのような闘争行動で知られる種類

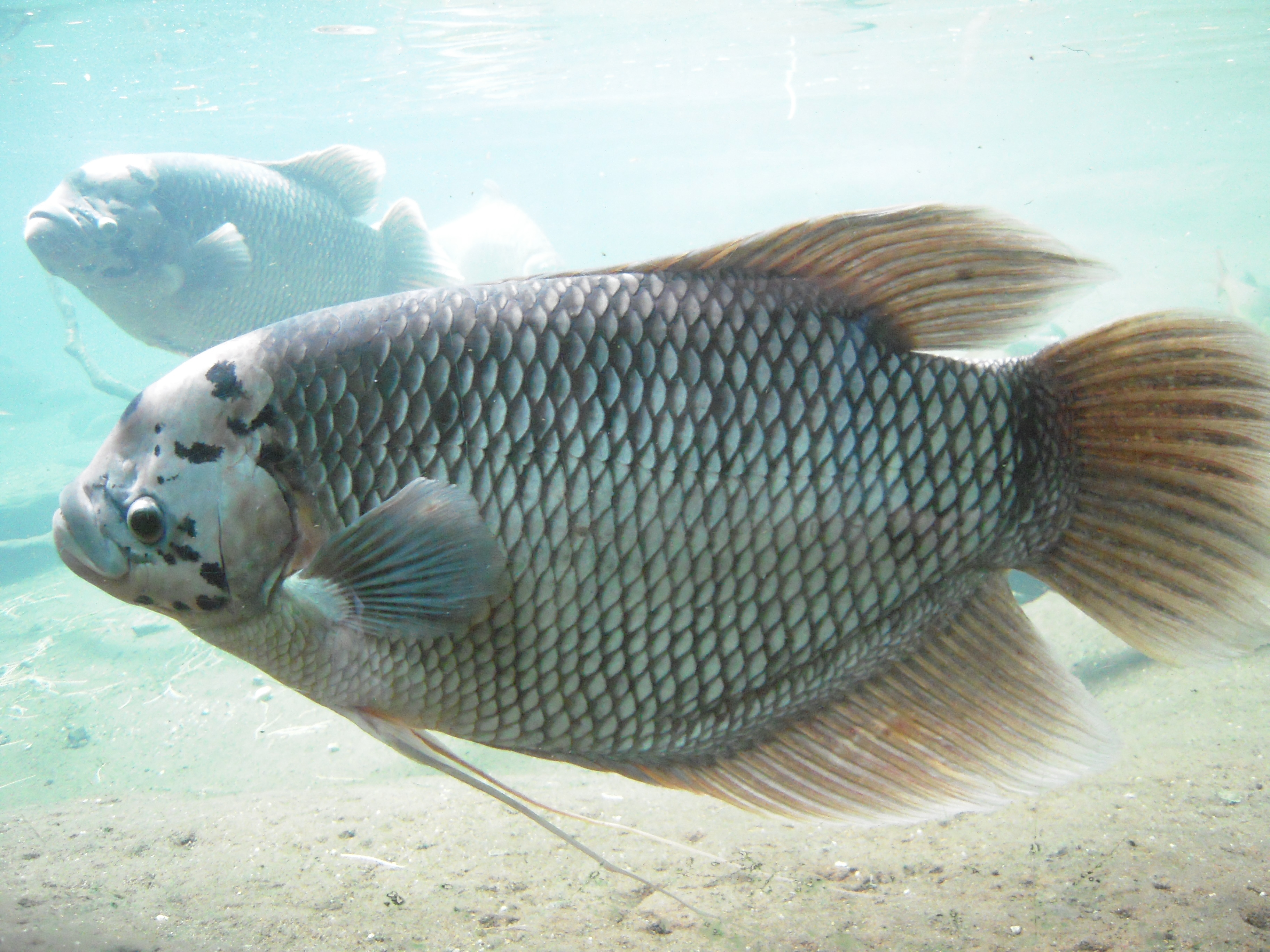
オスフロネムス科の1種（Osphronemus goramy）。全長70cmに達し、食用魚として利用される大型種。世界各地の熱帯域に移入されている

キノボリウオ科（アナバス科） Anabantidae は4属33種を含む。キノボリウオ属のみインド・フィリピンにかけてのアジア地域に、残る3属はアフリカに分布する。肉食性で、鰓耙はほとんど発達しない。口は比較的大きく、顎骨・前鋤骨・副蝶形骨に円錐歯をもつ。上顎はわずかに前に突き出すことができる。
- キノボリウオ属（アナバス属） Anabas - キノボリウオ
- クテノポマ属 Ctenopoma
- ミクロクテノポマ属 Microctenopoma
- サンデリア属 Sandelia

### ヘロストマ科
ヘロストマ科（ヘーロストマ科） Helostomatidae はキッシンググラミー Helostoma temminckii のみ1属1種で、タイおよびマレー半島に分布する。濾過摂食を行い、鰓耙は顕著に発達する。側線は2本で、前上顎骨・歯骨・口蓋骨に歯をもたない。背鰭と臀鰭はそれぞれ16-18棘13-16軟条、13-15棘17-19軟条。
- ヘロストマ属 Helostoma - キッシンググラミー

### オスフロネムス科
オスフロネムス科（オスプロネムス科） Osphronemidae は4亜科14属136種で構成され、南アジアから東南アジアにかけて分布する。オスフロネムス亜科以外はかつてトウギョ科 Belontiidae に分類されていた。
- オスフロネムス亜科 Osphroneminae - 東南アジアに分布し、1属4種からなる。側線は1本で、前鋤骨・口蓋骨の歯を欠く[1]。
  - オスフロネムス属 Osphronemus - ジャイアントグラミー
- ベロンティア亜科 Belontiinae - 1属2種を含む。
  - ベロンティア属 Belontia
- ゴクラクギョ亜科 Macropodinae - 6属108種が記載される。73種を含むベタ属の一部には口内保育の習性がある。
  - ベタ属 Betta
  - ゴクラクギョ属 Macropodus - ゴクラクギョ・タイワンキンギョ
  - マルプルッタ属 Malpulutta
  - パロスフロメヌス属 Parosphromenus - リコリスグラミー
  - シュードスフロメヌス属 Pseudosphromenus
  - トリコプシス属 Trichopsis - ピグミーグラミー・クローキンググラミー
- トガリガシラ亜科 Luciocephalinae - マレー半島および周辺島嶼に分布し、6属21種で構成される。トガリガシラ属はかつて独立の科として扱われ、背鰭・臀鰭の棘条を欠くなど形態学的な差異が大きい[1]。
  - コリサ属 Colisa - ドワーフグラミー
  - クテノプス属 Ctenops
  - トガリガシラ属 Luciocephalus
  - パラスファエリクチス属 Parasphaerichthys
  - スファエリクチス属 Sphaerichthys - チョコレートグラミー
  - トリコガステル属 Trichogaster - パールグラミー・スリースポットグラミー